# Olympische Winterspiele 2014/Teilnehmer (Ungarn)
| Gelbes Symbol für Goldmedaillen mit stilisierten Olympischen Ringen | Graues Symbol für Silbermedaillen mit stilisierten Olympischen Ringen | Braundes Symbol für Bronzemedaillen mit stilisierten Olympischen Ringen |
| ------------------------------------------------------------------- | --------------------------------------------------------------------- | ----------------------------------------------------------------------- |
| —                                                                   | —                                                                     | —                                                                       |

Ungarn nahm an den Olympischen Winterspielen 2014 in Sotschi mit 16 Athleten in fünf Sportarten teil. Fahnenträgerin der ungarischen Delegation bei der Eröffnungszeremonie war Bernadett Heidum.

## Sportarten

### Biathlon
| Frauen - Emöke Szöcs | Männer - Károly Gombos |

### Eisschnelllauf
| Männer - Konrád Nagy 1500 m: 26. Platz |

### Shorttrack
| Frauen - Bernadett Heidum 500 m 1000 m 1500 m 3000 m Staffel - Zsófia Kónya 1500 m 3000 m Staffel - Rózsa Darázs 3000 m Staffel - Andrea Keszler 3000 m Staffel - Szandra Lajtos 3000 m Staffel | Männer - Bence Béres 1000 m 1500 m - Viktor Knoch 500 m 1000 m 1500 m - Sándor Liu Shaolin 500 m 1000 m 1500 m |

### Ski Alpin
| Frauen - Anna Berecz - Edit Miklós | Männer - Norbert Farkas |

### Skilanglauf
| Frauen - Ágnes Simon | Männer - Milan Szabó |